# Leipziger Handelsbürgertum
Das Leipziger Handelsbürgertum bezeichnet eine historische soziale Untergruppierung der Bourgeoisie, die sich aus dem städtischen Patriziat ab dem Mittelalter formierte und ungefähr von Mitte des 16. Jahrhunderts bis zu ihrer Auflösung 1945 als herausragende soziale Schicht existierte. Den Aufstieg verdankte das Handelsbürgertum der Lage der Stadt am Schnittpunkt zweier bedeutender Handelsstraßen – Via Regia und Via Imperii – für den Fernhandel und dem kaiserlichen Messeprivileg von 1497, das die Stadt zur Reichsmesse erhob. Die Auflösung der städtischen Sozialklasse erfolgte durch übergeordnete Umformungsprozesse mit der Zielsetzung einer Etablierung einer sozialistischen Gesellschaft in der DDR.

## Gruppen
Das Leipziger Handelsbürgertum vertrat die größte Gruppe der gesamten Leipziger Oberschicht. Das waren Handelskaufleute, Manufakturisten, Bankiers, Verleger, im weiteren Sinne auch Großgrundbesitzer. Daneben gab es noch die Elite der akademischen Lehrkräfte, vornehmlich Professoren, die zur bürgerlichen Oberschicht gehörten. Beide Gruppen waren eng liiert mit den städtischen Ratsmitgliedern und den reichsten Leipziger Familien. Zum gebildeten Stand der gesamten bürgerlichen Oberschicht gehörten auch die Beamten der Landesherrlichen Verwaltung, Ärzte, Pfarrer, Offiziere, Schulmeister. Eine Vermischung der Stände fand statt.
Die Schicht wies eine hohe Kohäsion als auch starke verwandtschaftliche Vernetzungen auf. Als führende Vertreter ihrer sozialen Klasse im Kurfürstentum Sachsen und nachfolgenden Königreich Sachsen gestalteten und prägten sie in hohem Maße fast alle gesellschaftlichen und politischen Felder ihrer Zeit. Als Vertreter des Handelskapitalismus und damit Lobbyisten bedeutsamer Leipziger Finanzinstitutionen wie der Leipziger Bank, Handelseinrichtungen wie der Alten Börse und später der Neuen Börse sowie von Industrie-Unternehmen lenkten sie in hohem Maße faktisch und informell die Gesellschafts- und Wirtschaftsströme im sächsischen Staatswesen. Durch ihre hervorragende internationale Vernetzung wirkte sich ihr gesamtes Tun auch im Ausland aus. Sie nutzten ihre Familiennetzwerke auch branchenübergreifend.

## Handel, Kultur und Kunst

Wilhelm Gause: Im Foyer des Gewandhauses zu Leipzig, 1909

Die musterhaften Handlungsformen umfassten unter anderen Investitionen, Spekulationen, Käufe, Verkäufe, Hilfen, Schenkungen, Mäzenentum und weitere soziale Austauschformen, die für Vertreter der Oberschicht Europas typisch gewesen sind.
Bürgerliche Institutionen umfassten auch das Presse- und Bücherwesen. Die Gestaltung der öffentlichen Meinung gehörte auch zum Einflussbereich des Leipziger Handelsbürgertums. Hierunter zählt auch die Leipziger Buchmesse und der Leipziger Buchhandel. Bedeutendste Plattform blieb bis zur sozialistischen Umwälzung nach 1945 die Leipziger Messe.
Das Leipziger Handelsbürgertum betätigte sich bei der Förderung von Kunst und Kultur vor allem aber mit Schwerpunkt auf die Musik. Dies führte zur Errichtung von international bedeutsamen Hochkultureinrichtungen, die wiederum Engagements bekannter Musikstars ihrer Zeit nach sich zogen. Dazu gehörte beispielsweise Johann Sebastian Bach, Philipp Telemann, Felix Mendelssohn Bartholdy, Robert Schumann, Albert Lortzing, Gustav Mahler, die zumindest zeitweise in der wohlhabenden Messestadt wirkten. Die Mäzene wollten damit das Ansehen ihrer Stadt heben. Diese Verhaltensform der finanziellen Großzügigkeit für das Leipziger Gemeinwesen galt als Selbstverständlichkeit in den oberen Kreisen.

## Geschichte

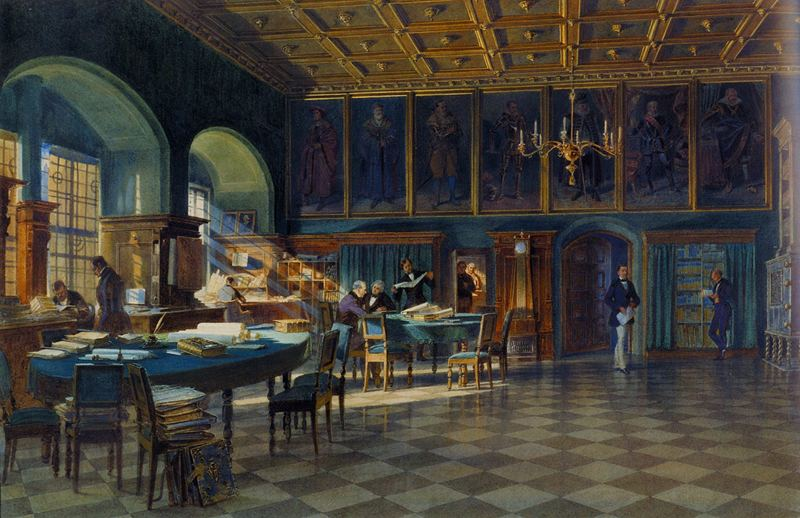
Carl Lampe in der Ratsstube des Alten Rathauses (zusammen mit Bürgermeister Otto Koch am runden Tisch im Hintergrund sitzend, etwa 1858)

Fern vom Sächsischen Hof und fürstlicher Bevormundung, ausgestattet mit Messeprivilegien, gelegen an einer international bedeutsamen Straßenkreuzlage von Via Regia und Via Imperii erwuchs das Leipziger Handelsbürgertum, das aus dieser günstigen Ausgangssituation seinen Nutzen zog.
Im 16. Jahrhundert hatte das Leipziger Handelskapital entscheidend zur Entfaltung der Produktivkräfte in Sachsen, vor allem auf dem Gebiet der Textilerzeugung beigetragen. Auch über den Erwerb von Kuxen und Anteilen beim Berggeschrey im Erzgebirge zogen die Leipziger Kaufleute ihren Gewinn.
Die Beeinflussungen und Einwirkungen auf Sachsen begannen bereits im Mittelalter und setzten sich bis zum Ende des Bestehens der Sozialklasse Leipzigs fort. Nikolaus Krell, Kanzler am Ende des 16. Jahrhunderts, versuchte eine calvinistische Revolution in Sachsen durchzuführen scheiterte aber. Seine Machtbasis beschränkte sich auf das Vertrauen des Kurfürsten, eine kleine Gruppe reformierter Prediger und eine Minderheit Intellektueller, die – wie der Kanzler selbst – zumeist aus dem Leipziger Handelsbürgertum stammten.
Sachsens bedeutendster Herrscher August der Starke fand im Leipziger Handelsbürgertum eine wichtige wirtschaftliche Fundierung für seine machtpolitischen ehrgeizigen Ziele. Diese schuf durch Kreditvergabe in Osteuropa zuverlässige Partnerschaften.
1678 entstand die Leipziger Handelsbörse. 1699 erfolgte die Gründung der ersten eigenen Bank Leipzigs und Sachsens, der Banco di Depositi.
Die Grundzüge der politischen Interessen waren stets dieselben. Der Handel sollte weder durch Zollschranken noch durch Monopole behindert werden. Die Großkaufleute sollten bei der Gestaltung ihres auswärtigen Handels völlig freie Hand haben. Handelsverträge sollten die freie Entfaltung des sächsischen Handels absichern und den Absatz sächsischer Erzeugnisse ermöglichen.
Das sächsische Großbürgertum, das im zweiten Viertel des 18. Jahrhunderts durch die finanzielle Misswirtschaft in der Ära Brühl in seiner ökonomischen Entwicklung gehemmt war, vermochte zu dieser Zeit keinen wesentlichen politischen Einfluss auszuüben. Die Krise Sachsens nach dem Siebenjährigen Krieg führte aber dazu, dass auch bürgerliche Kräfte aus den Kreisen des sächsischen Großhandels und der Manufakturunternehmer für die Gestaltung der zukünftigen Politik und Wirtschaftsführung Sachsens mit herangezogen wurden. Die Restaurationskommission unter der Leitung des aus dem Leipziger Handelsbürgertum hervorgegangenen Geheimen Rates Thomas von Fritsch erhielt den Auftrag Reformpläne auszuarbeiten.
Die Gründung der Leipziger Ökonomischen Sozietät fällt in die Jahre des kursächsischen Retablissements. Initiator dieser Gesellschaft war der dem Leipziger Handelsbürgertum entstammende Peter von Hohenthal.
Das Leipziger Handelsbürgertum, dessen Gewerbe von der Gunst des Kurfürsten abhing, war feindlich gegenüber der französischen Revolution eingestellt.
Unter anderen Carl Lampe, Gustav Harkort, Gustav Moritz Clauß, Adolf Heinrich Schletter und Heinrich Brockhaus gehörten dem Leipziger Handelsbürgertum an. Die meisten von ihnen waren in einer oder der anderen Weise in der beginnenden industriellen Revolution der 1830er Jahre beteiligt.
Vor allem im Infrastrukturbereich investierten die Leipziger Handelsbürger. Mit dem Bau einer Eisenbahnverbindung zur Elbe hatte das Leipziger Handelsbürgertum seine Magdeburger Kontrahenten in Zugzwang gebracht, die nun ihrerseits ein vitales Interesse an einer Zugverbindung nach Leipzig entwickelten. Bei der Vorbereitung und dem Bau der Leipzig–Hofer Eisenbahnstrecke kam es zu einer wesentlich engeren Zusammenarbeit zwischen Staat und dem Leipziger Handelsbürgertum.